# Parlamentarischer Freundeskreis Berlin-Taipeh
Der Parlamentarische Freundeskreis Berlin-Taipeh ist eine Parlamentariergruppe des Deutschen Bundestages.

## Parlamentariergruppen im Deutschen Bundestag
Die ersten Parlamentariergruppen wurden in der dritten Wahlperiode ab 1957 gegründet. In der zehnten Legislatur bis 1987 gab es bereits 28, heute gibt es 52 Gruppen im Bundestag. Die Gruppen sind interfraktionelle Zusammenschlüsse. Sie betreiben neben dem Bundestag ein Stück weit „parlamentarische Außenpolitik“. Den Gruppen geht es um Informationsaustausch mit Abgeordneten, den Kontakt zu Regierungsvertretern und der Zivilgesellschaft. Die interparlamentarischen Gruppen sind unabhängige Foren und zeichnen sich durch eine offene und unbefangene Gesprächsatmosphäre aus.  Abgeordnete können maximal in fünf Parlamentariergruppen Mitglied sein.

## Parlamentarischer Freundeskreis Berlin-Taipeh
Die Parlamentariergruppe hat sich nach Beratungen zwischen der Deutsch-Chinesischen Gesellschaft – Freunde Taiwans, dem Repräsentanten der Republik China (Taiwan) Sampson Shen und Parlamentariern am 29. November 1989 in Bonn konstituiert.  Damit wurde die Gruppe etwa 2½ Jahre nach der deutsch-chinesischen Parlamentariergruppe gegründet. Trotzdem war Deutschland damit das zweite Land Europas, das eine Parlamentariergruppe für Taiwan gegründet hatte.
Das taiwanische Pendant ist die am 10. Juni 2015 gegründete „taiwanisch-deutsche Freundesgruppe“ des Legislativ-Yuans, der sich zum Zeitpunkt der Gründung 61 der 113 Parlamentarier anschlossen.

## Größe
Die Zahl der Gründungsmitglieder des Freundeskreises Bonn-Taipei betrug 125.
Die hohe Zahl an Mitgliedern bei der Gründung ist auf eine Kombination aus verschiedenen Gründen zurückzuführen. Darunter auf Sympathie für die beginnende Demokratisierung des Landes, den nach der deutschen Wiedervereinigung bestehenden Willen zur Unterstützung eines ebenfalls geteilten Landes, das damals erst wenige Monate zurückliegende Massaker auf dem Platz des himmlischen Friedens in Peking und den Streit über Rüstungsexporte zur Sicherheit Taiwans und der Wirtschaftskraft des Landes, zu einer Zeit als die deutsche Wirtschaft noch mehr in Taiwan investierte als in China.
Derzeit gehören dem Freundeskreis 58 Mitglieder an. Damit gehört der Freundeskreis immer noch zu den größeren Parlamentariergruppen.

## Vorsitzende
Der Vorsitzende (auch Sprecher genannt) des Freundeskreises in der 20. Wahlperiode ist Klaus-Peter Willsch, CDU-Fraktion. Seine Vorgänger waren Wilhelm Josef Sebastian, CDU und Klaus Rose, CSU.
Neben dem Vorsitzenden gibt es vier stellvertretende Vorsitzende: Klaus Mindrup (SPD), Hermann Otto Solms (FDP), Ekin Deligöz (BÜNDNIS 90/DIE GRÜNEN) und Rainer Kraft (AfD).

## Besonderheiten
In Deutschland sollte die Gruppe analog zu den anderen Parlamentarischen Gruppen im Bundestag, z. B. Deutsch-Japanische Parlamentariergruppe, heißen. Nach langen Beratungen musste man sich auf den Namen „Parlamentarischer Freundeskreis Bonn-Taipei“ verständigen, was im Vergleich zu den anderen Parlamentariergruppen die vorsichtige Haltung Deutschlands in der Taiwanfrage widerspiegelt. Gleichwohl hat der Freundeskreis die gleichen Rechte wie alle Gruppen, z. B. die Erstattung von Kosten für eine Reise der Parlamentariergruppe ins Partnerland und die Einladung der Partnergruppe pro Legislaturperiode. Mit dem Umzug der Bundesregierung in die neue Hauptstadt Berlin nannte sich die Gruppe um in „Parlamentarischer Freundeskreis Berlin-Taipei“.
Um die bilateralen Beziehungen zum taiwanischen Parlament zu verstärken, wurde im Mai 1992 der „Parlamentarische Freundeskreis ROC-BRD“ in Taiwan gegründet.

## Aufgaben
Das Verhältnis zwischen Deutschland und Taiwan beruht nicht auf „normalen“ Beziehungen. Der Freundeskreis versucht die Beziehungen zu normalisieren. Trotz des besonderen Status von Taiwan handelt es sich, abgesehen vom Namen, um eine reguläre Parlamentariergruppe. Aufgrund fehlender offizieller diplomatischer Beziehungen kommt dem parlamentarischen Freundeskreis eine besondere repräsentative Bedeutung zu – eine höhere Bedeutung als bei anderen Parlamentariergruppen. Der Freundeskreis dient dazu, Probleme im Behördenverkehr zu lösen und beständigen Meinungsaustausch zwischen beiden Staaten zu gewährleisten. Darüber hinaus wird die Zusammenarbeit und die Freundschaft zwischen den Parlamenten durch die regelmäßigen Besuche der Parlamentarier beider Staaten im jeweiligen Partnerland verstärkt. Der Freundeskreis ist das beste Beispiel von „Personal-Networking“. Das Programm zur Verbesserung der politischen und wirtschaftlichen Beziehungen zu Taiwan, mit entworfen von Günter Klein (CDU), Karl Lammers, außenpolitischer Sprecher (CDU), und Horst Niggemeier (SPD) lautete bei der Gründung: „Deutschland sollte bereit sein, seine Kontakte zu Taiwan unterhalb der Schwelle völkerrechtlicher Beziehungen zu pflegen und weiter auszubauen. Dies gilt auch für den Ausbau des Kulturaustausches. Insbesondere sollten der deutschen Wirtschaft verstärkt Möglichkeiten geschaffen werden, ihre Geschäftsbeziehungen mit Taiwan […] weiter zu entwickeln und auszubauen. Deshalb sollten alle Möglichkeiten der Förderung der Zusammenarbeit genutzt werden. […]“
Der Freundeskreis dient dazu, mehr Spielräume für die Taiwan-Politik zu schaffen und die Kontaktknüpfung zu erleichtern. Durch den Freundeskreis im Bundestag können Interessen und Anliegen der Regierung in Taipei auch mittelbar an die deutsche Regierung herangetragen werden. Der Parlamentarische Freundeskreis konnte an der Einrichtung von Direktflugverbindungen zwischen Deutschland und Taiwan und Visaerleichterungen mitwirken. Der Freundeskreis war Initiator einiger taiwanpolitischer Debatten im Bundestag. Zwar kann der Freundeskreis auf der politischen Ebene die Bundesregierung in ihrer „Ein-China-Politik“ nicht direkt beeinflussen. Unter den gegebenen Umständen konnten aber günstigere Rahmenbedingungen für die Zusammenarbeit beider Länder geschaffen werden. Zu Recht kann man den Freundeskreis deshalb als „Motor bilateralen Fortschritts“ bezeichnen. Wegen der fehlenden offiziellen diplomatischen Kontakte zwischen beiden Regierungen hat sich als Ausgleich eine regelrechte „Parlamentsdiplomatie“ entwickelt.

## Parlamentarischer Freundeskreis Bayern – Taiwan
Am 8. Oktober 2020 hat sich im Bayerischen Landtag der Parlamentarische Freundeskreis Bayern-Taiwan gegründet. Es ist die erste und einzige interparlamentarische Abgeordnetengruppe im Bayerischen Landtag in Selbstorganisation. Die Mitglieder sind ein knappes Dutzend Abgeordnete der Fraktionen CSU, SPD, Grüne, Freie Wähler und FDP. Die Initiative ging von Landtagsvizepräsident Markus Rinderspacher (SPD) aus, der die Koordination der Gruppe übernommen hat. Ziel der Parlamentariergruppe ist es, die politischen, wirtschaftlichen und kulturellen Beziehungen Bayerns zu Taiwan pflegen und ausbauen. Rinderspacher betonte zur Gründung: „Taiwan verdient als wichtiges Leuchtfeuer der Demokratie in Asien europäische Solidarität. Unsere Parlamentariergruppe ist ein Statement für die Freiheit!“